# جلابى (الريدة)

تعديل مصدري - تعديل

جلابى هي إحدى قرى عزلة الريدة وقصيعر بمديرية الريدة وقصيعر التابعة لمحافظة حضرموت، بلغ تعداد سكانها 86 نسمة حسب تعداد اليمن لعام 2004.